# Actinote hilaris
Actinote hilaris är en fjärilsart som beskrevs av Jordan 1910. Actinote hilaris ingår i släktet Actinote och familjen praktfjärilar. Inga underarter finns listade i Catalogue of Life.